# Pycnophyllum markgrafianum
Pycnophyllum markgrafianum är en nejlikväxtart som beskrevs av Johannes Mattfeld. Pycnophyllum markgrafianum ingår i släktet Pycnophyllum och familjen nejlikväxter. Inga underarter finns listade i Catalogue of Life.